# Savolax lätta infanteriregemente

Regementets Uniform m/1779.

Savolax lätta infanteriregemente (före 1775 Savolax och Nyslotts läns infanteriregemente) var ett infanteriförband inom svenska armén som verkade i olika former åren 1626–1662 och 1695–1809. Förbandet var från 1695 indelt och rekryterade i huvudsak sitt manskap från Viborgs och Nyslotts län, Finland.

## Historia
Enligt indelningsverket utgjorde det ett regemente med 1.037 man i åtta kompanier roterat (uttaget) i landskapet Savolax i östra Finland. Efter freden i Åbo 1743 efter Hattarnas ryska krig minskades dess styrka till 954 man. Dess mötesplats var S:t Michels malm. År 1626 benämns förbandet Savolax och Nyslotts läns regemente med Gustaf Horn som regementschef. År 1662 uppgick regementet i Östra Nylands infanteriregemente. 
I 1634 års regeringsform fastställdes den svenska regementetsindelningen, där det angavs att armén skulle bestå av 28 regementen till häst och fot, med fördelningen av åtta till häst och 20 till fot. De indelta och roterande regementena namngavs efter län eller landskap, medan de värvade regementena uppkallades efter sin chef. Regeringsformen angav Savolax regemente som det fjortonde i ordningen. Dock blev det ett nummer som aldrig användes, annat än för att ange regementets plats, enligt den då gällande rangordning.
Regementet deltog i Karl X Gustavs polska krig. Det marsherade till Livland från Finland 1655 under befäl av överste Bernhard von Gertten. Mellan mars-april 1656 blev regementet förlagt till Preussen. 14 juli samma år förflyttades regementet tillbaka till Finland. 
År 1695 infördes indelningsverket i Finland, vilket medförde att Savolax infanteriregemente återuppsattes. År 1700 låg regementet i garnison i Riga. Vid Neumündes fall 1710 hamnade regementet i rysk fångenskap. Regementet återuppsattes samma år. År 1775 antogs namnet regementet Savolax lätta infanteriregemente och fördelades på rotarna i Kymmenegårds län och Kuopio. Från 1775 utgjorde regementet stommen i Savolaxbrigaden och deltog bland annat i Finska kriget 1808-1809. Den 8 oktober 1809 avtackades regementet av Georg Carl von Döbeln i Umeå, efter avtackningen upplöstes regementet. De som valde att inte återvända till sina hemorter, införlivades i svenska regementen.

## Framstående personer vid regementet
- Carl Gustaf Jack - adjutant som vid Slaget vid Oravais tog över befälet då samtliga högre officerare antingen var skadade, döda eller saknade.

## Ingående enheter
1. Livkompaniet
2. Överstelöjtnantens kompani
3. Majorens kompani
4. Kuopio kompani
5. Pumala kompani
6. Jokkas kompani
7. Piexämäki kompani
8. Idensalmi kompani

## Förbandschefer
Nedan anges regementscheferna åren 1625–1809. Chefsbostället var Brahelinna kungsgård i Kristina. Regementschefen var även chef för Savolaxbrigaden under de perioder brigaden var organiserad åren 1775–1810, förutom åren 1808–1809 då Johan August Sandels var brigadchef för Savolax fotjägarregemente.

- 1625–1630: Gustaf Horn
- 1630–1634: Claes Hastfehr
- 1634–1636: Paul Wulff
- 1636–1647: Alexander Gordon
- 1647–1662: Bernhard von Gertten
- 1662–1665: And. Zöge v. Manteufel
- 1667–1675: Wentzel Piile y. Pilkou
- 1683–1685: Rembert von Funcken
- 1685–1703: Joachim Cronman
- 1703–1711: Gustaf Ernst d'Albedyhl
- 1711–1724: Johan Stiernschantz
- 1724–1735: Magnus Stiernstråle
- 1735–1741: Gabriel Johan Lagerhjelm
- 1741–1746: Otto Reinhold Ladau
- 1746–1760: Georg Didrik von Essen
- 1760–1760: Carl Axel Hugo Hamilton
- 1760–1763: Mauritz Posse
- 1763–1765: Per Scheffer
- 1765–1765: Berndt Wilhelm von Liewen
- 1765–1770: Erik Armfelt
- 1770–1772: Carl Johan Schmiedefelt
- 1772–1773: Baltzar Achates von Platen
- 1773–1775: Didrik Blomcreutz
- 1775–1781: Göran Magnus Sprengtporten
- 1781–1790: Berndt Johan Hastfer
- 1790–1800: Adolph Aminoff
- 1800–1803: Georg Henrik Jägerhorn
- 1803–1806: Claes Erik von Sticht
- 1806–1809: Johan Adam Cronstedt

## Namn, beteckning och förläggningsort
| Savolax och Nyslotts läns regemente | 1626-??-?? | – | 1662-??-?? |
| Savolax infanteriregemente          | 1695-??-?? | – | 1710-08-10 |
| Savolax infanteriregemente          | 1710-??-?? | – | 1775-??-?? |
| Savolax lätta infanteriregemente    | 1775-??-?? | – | 1809-10-08 |

| Brahelinna kungsgård, Kristina (F) | 1626-??-?? | – | 1662-??-?? |
| S:t Michels malm i Savolax (F)     | 1626-??-?? | – | 1662-??-?? |
| S:t Michels malm i Savolax (F)     | 1695-??-?? | – | 1700-??-?? |
| Rigas garnison (F)                 | 1700-??-?? | – | 1710-??-?? |
| S:t Michels malm i Savolax (F)     | 1710-??-?? | – | 1809-??-?? |